# Phife Dawg
Phife Dawg, właśc. Malik Isaac Taylor, znany również jako Five Foot Assasin (ur. 20 listopada 1970 w Queens w Nowym Jorku, zm. 22 marca 2016 w Contra Costa) – amerykański raper pochodzenia trynidadzkiego.
Należał do hip-hopowej grupy A Tribe Called Quest. Po odejściu z grupy rozpoczął karierę solową. W 2006 roku powrócił do A Tribe Called Quest.
Był grywalną postacią w grach NBA 2K7 i NBA 2K9.
Muzyk chorował na cukrzycę, w 2008 roku został poddany zabiegowi usunięcia nerki. Zmarł 23 marca 2016.

## Dyskografia
- 2000: Ventilation: Da LP
- 2011: Songs in the Key of Phife Volume 1: Cheryl's Big Son

## Filmografia
- 1993: Who’s the Man? jako Gerald
- 1998: Pełzaki: Gdzie jest bobas? jako Bobas